# Chiara Pierobon
Chiara Pierobon (Mirano, ciutat metropolitana de Venècia, 22 de gener de 1993 - Ingolstadt, Baviera, 1 d'agost de 2015) va ser una ciclista italiana professional del 2013 dins la seva mort a l'agost de 2015.
Pierobon va morir quan el seu equip es dirigia a disputar el Sparkassen Giro Bochum. En un primer moment es va sospitar que era degut d'una embòlia pulmonar, però posteriorment es va informar qua havia sigut per causes genètiques naturals.